# Agrilus ohioensis
Agrilus ohioensis är en skalbaggsart som beskrevs av Knull 1951. Agrilus ohioensis ingår i släktet Agrilus och familjen praktbaggar. Inga underarter finns listade i Catalogue of Life.